# Myodermum mirei
Myodermum mirei är en skalbaggsart som beskrevs av Franz Antoine 2008. Myodermum mirei ingår i släktet Myodermum och familjen Cetoniidae. Inga underarter finns listade i Catalogue of Life.